# Gunnar Hasselgren
Lars Gunnar Hasselgren, född 27 mars 1903 i Johannes församling, Stockholm, död 21 juli 1987 i Maria Magdalena församling, Stockholm, var en svensk författare, illustratör och tecknare. 
Han var son till advokaten Carl Ludvig Hasselgren och Clara Larsson samt gift första gången 1929–1945 med konstnären Gigi Ekegren och från 1951 med Birgit Thanes. Hasselgren studerade konst för Carl Wilhelmson 1920–1923 och vid Académie Colarossi samt Maison Watteau i Paris 1927–1930 samt under studieresor till Sydfrankrike och Italien. Tillsammans med sin hustru ställde han ut i Stockholm 1930 och tillsammans med Nils Fredricsson 1935. Han medverkade i Nationalmuseums utställning Unga tecknare och ställde tillsammans med fyra andra konstnärer ut med teckningar i Malmö några gånger och separat ställde han ut på Waldemarsudde 1975. Hans konst består huvudsakligen av teckningar i svartkrita med nakna kvinnofigurer, kustlandskap och motiv från Hallands Väderö. Han illustrerade sina egna böcker, bland annat diktsamlingarna Du 1927, Frön 1936 samt novellsamlingen Staden och stormen 1934 samt Erik Blombergs Jorden 1935. Hasselgren är representerad vid Moderna Museet, Göteborgs konstmuseum, Gustav VI Adolfs samling, Norrköpings konstmuseum och Västerås konstmuseum.